# Now, Diabolical
Now, Diabolical é o sexto álbum da banda norueguesa de black metal Satyricon, lançado em 2006.

## Faixas
| N.º            | Título                                   | Duração |  |
| 1.             | "Now, Diabolical"                        | 5:30    |  |
| 2.             | "K.I.N.G."                               | 3:36    |  |
| 3.             | "The Pentagram Burns"                    | 5:38    |  |
| 4.             | "A New Enemy"                            | 5:47    |  |
| 5.             | "The Rite of Our Cross"                  | 5:45    |  |
| 6.             | "The Darkness Shall Be Eternal"          | 4:46    |  |
| 7.             | "Delirium"                               | 5:38    |  |
| 8.             | "To the Mountains"                       | 8:09    |  |
| 9.             | "Storm (Of the Destroyer)" (Faixa bônus) | 2:50    |  |
| Duração total: | Duração total:                           | 47:46   |  |

## Créditos

### Satyricon
- Satyr (Sigurd Wongraven) – vocal, guitarra, teclado, arranjos, produção, efeitos especiais, direção de arte
- Fros (Kjetil-Vidar Haraldstad) – bateria

### Outros músicos
- Lars K. Norberg – baixo
- John Woz  – vocais adicionais em "A New Enemy"
- Øivind Westby – arranjos

### Produção
- Erik Ljunggren – engenharia de áudio, efeitos especiais
- Pytten – engenharia
- Espen Berg – masterização
- Mike Fraser – miagem
- Per Heimly – fotografia
- Eric Mosher – engenheiro assistente
- Chris Samson – engenharia
- Mike Cashin – engenharia
- Ane Haugli – ajustes nas fotos